# Cerodontha taigensis
Cerodontha taigensis este o specie de muște din genul Cerodontha, familia Agromyzidae, descrisă de Zlobin în anul 1986. Conform Catalogue of Life specia Cerodontha taigensis nu are subspecii cunoscute.